# Noritonus reversus
Noritonus reversus är en insektsart som beskrevs av Nielson 1979. Noritonus reversus ingår i släktet Noritonus och familjen dvärgstritar. Inga underarter finns listade i Catalogue of Life.